# علی بن دایان
علی بن دایان (انگلیسی: Ali Bendayan؛ زادهٔ ۱۹۴۳) بازیکن فوتبال اهل مراکش بود.
وی همچنین در تیم ملی فوتبال مراکش بازی کرده‌است.